# Двоголівочка кучерява
{{#ifeq:0|0|{{#if:Dicranella crispa|{{#if:|[[]}}|[[]]}}}}
Двоголівочка кучерява (Dicranella crispa) — вид мохів порядку дикранальних (Dicranales).

## Поширення
Батьківщиною є Європа, Північна Америка, Азія.
Населяє вологий, часто піщаний або мулистий ґрунт; від середніх до високих висот.

## Характеристика
Рослини ≈ 5 мм, жовто-зелені. Листки 0.6–2 мм, дистальні листки квадратно-лінійно-шилуваті від чохлової основи, проксимальні — розпростерто-згинчасто-ланцетні; краї плоскі, зазвичай зубчасті на верхівці. Вид дводомний (також повідомляється про автоітичність). Коробочкові ніжки червоні, 5–18 мм. Коробочка прямовисна чи майже так, звужена до основи і ребриста в сухому стані, 0.7–0.9 мм. Спори 17–20 мкм. Коробочки дозрівають навесні та влітку.